# 락툴로오즈
락툴로오즈(Lactulose)는 변비와 간성뇌증 치료에 사용되는 흡수가 되지 않는 설탕이다. 변비의 경우 구강을 통해 복용되며, 간성뇌증의 경우 구강이나 직장을 통해 투여된다. 보통 8~12시간 후에 효력이 시작되지만 변비 개선에 최대 이틀이 소요될 수도 있다.
락툴로오즈는 1929년에 처음 제조되었고 1950년대에 의학적으로 사용되기 시작했다.
의료제도에 필수적인, 가장 효과적이고 안전한 약물이 기재된 WHO 필수 약물 목록에 등재되어 있다. 일반의약품으로 구매가 가능하다.